# Yolco
Yolco, Iolco o Yolcos (en griego: Ιωλκός) era una antigua ciudad en Tesalia, Grecia. En la actualidad es una unidad municipal que tiene 2138 habitantes en 2011 así como una pequeña aldea de 112 habitantes en 2011, suburbio de Volos, que tiene una escuela y una pequeña plaza. Pertenece a la unidad periférica de Magnesia y al municipio de Volos. La unidad municipal está dividida en tres comunidades locales: Ágios Onoúfrios, Áno Vólos y Anakasia. En esta última se sitúa la aldea de Iolkos.

## Ubicación

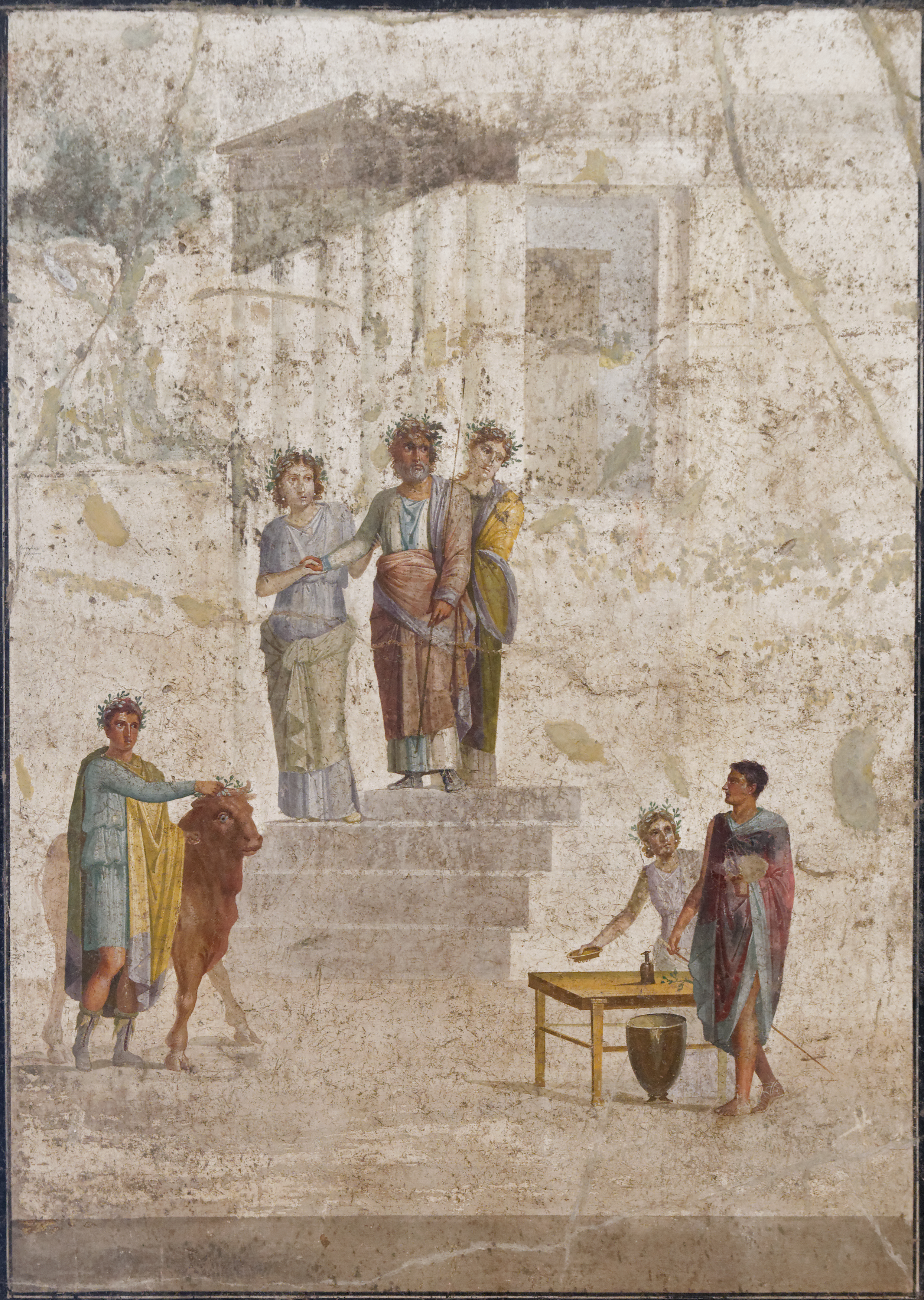
Fresco pompeyano de Pelias y Jason.

La antigua Yolco estaba situada al norte del Golfo Pagasético, cerca de la actual Volos. Suele identificarse con los restos micénicos hallados en Dímini, y por tanto su localización no coincide exactamente con la del suburbio de Volos que actualmente lleva el nombre de Yolco. Otra posibilidad de su localización es Kastro Palea, situado en la parte occidental de Volos, donde se han encontrado restos de edificios con características parecidas a los palacios micénicos, donde se han hallado algunas inscripciones en lineal B. Aunque pudo sufrir una destrucción en el Heládico Reciente IIIC, el lugar continuó estando habitado en esa época durante un tiempo. Con posterioridad, los restos hallados indican que Kastro Palea continuó siendo habitada entre el periodo geométrico y la época romana.
En torno a este antiguo emplazamiento se situaban Sesclo, una ciudad de época neolítica, así como Pefkakia, que tiene restos de la Edad del Bronce, y también Tebas de Ftiótide, Demetríade y Págasas, que florecieron en las épocas clásica o helenística.

## Mitología

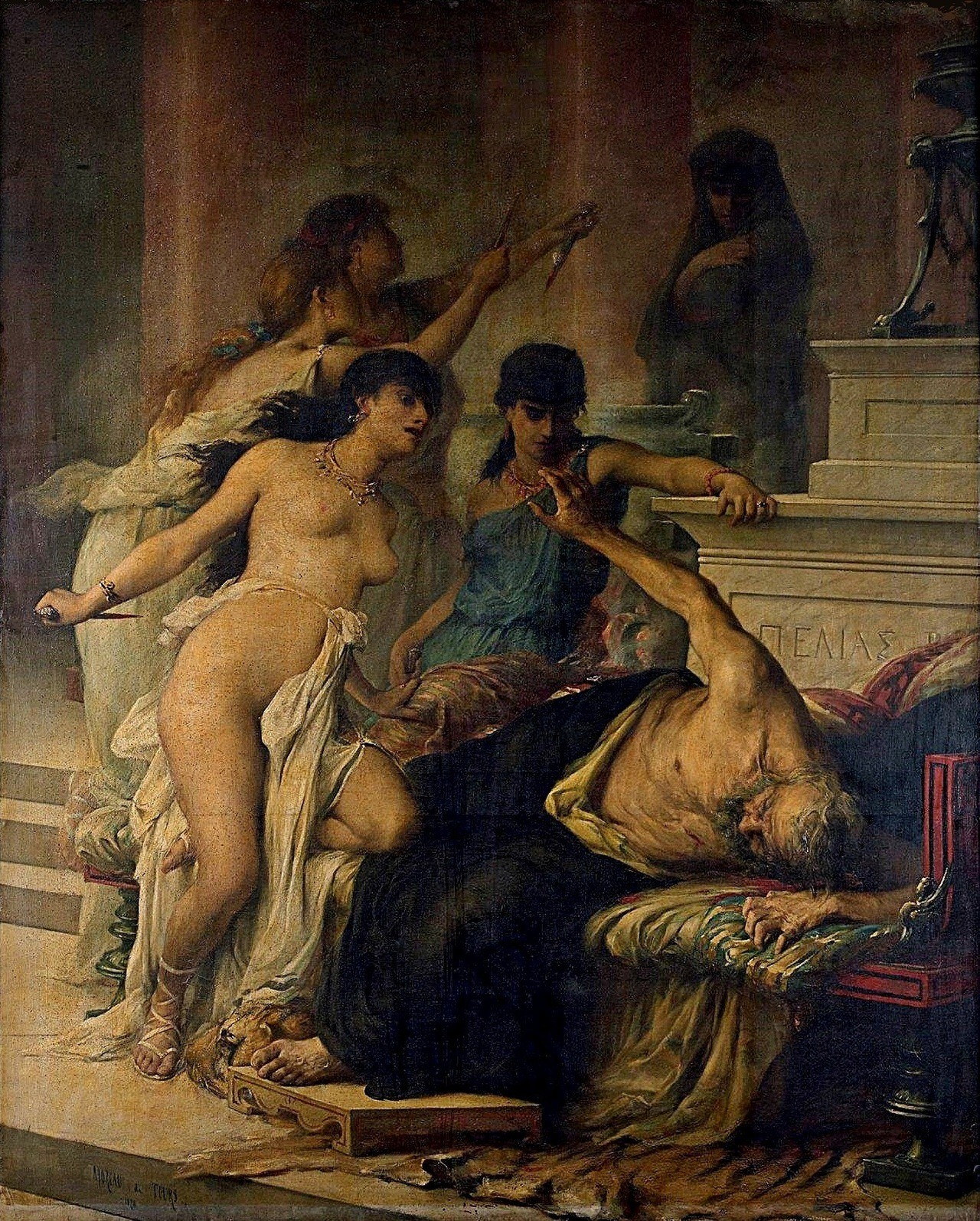
La muerte de Pelias por sus hijas, por Georges Moreau de Tours.

Según la antigua mitología griega, Yolco fue fundada por Creteo. Su hijo Esón era el legítimo rey de Yolco, pero su medio hermano Pelias usurpó el trono o en otra versión fue nombrado regente por Esón cuando este iba a morir. Fue Pelias el que envió a Jasón, el hijo de Esón, y a los Argonautas a buscar el vellocino de oro para prevenir que pudiera destronarle. La nave Argo navegó desde Yolco con un grupo de cincuenta semidioses y príncipes bajo el mando de Jasón. Su misión era alcanzar Cólquida en la costa este del Mar Negro y reclamar y devolver el vellocino de oro. En este viaje Jasón se casó con la hechicera Medea, que, tras el regreso de la expedición, en una estratagema logró que las hijas de Pelias mataran a su padre, tras lo cual Jasón y Medea fueron expulsados de Yolco, donde desde entonces reinó Acasto, el hijo de Pelias. Años más tarde, Jasón junto con Peleo y los Dióscuros lideraron una expedición de castigo contra Yolco y después de la muerte de Acasto ocupó el trono Tétalo, hijo de Jasón.

## Historia

Mapa con algunas de las principales ciudades de la antigua Tesalia y zonas adyacentes. Yolco estaba situada al norte del golfo de Págasas.

Yolco es mencionada por Heródoto como una posesión que los tesalios habían ofrecido al tirano ateniense Hipias después de que este hubiera sido expulsado de Atenas en 511/510 a. C. pero que fue rechazada por él. Es citada también en el Periplo de Pseudo-Escílax como una ciudad perteneciente a Magnesia. Cuando, en el año 294 a. C., Demetrio Poliorcetes fundó Demetríade, la pobló con habitantes de ciudades cercanas, entre las que se encontraba Yolco, que pasó a ser una aldea dependiente de esta nueva ciudad. Plinio el Viejo y Tito Livio también ubican la ciudad de Yolco aunque Estrabón, por su parte, indica que estaba arrasada desde tiempos antiguos. El geógrafo también señala que se llamaba Yolco además al territorio de costa adyacente a Demetríade.

## Población histórica de la unidad municipal
| Año  | Población |
| ---- | --------- |
| 1991 | 2415      |
| 2001 | 2071      |
| 2011 | 2138      |